# Basdorf (Rieseby)
Basdorf (dänisch: Bastrup) ist eine zur Gemeinde Rieseby im Kreis Rendsburg-Eckernförde im nördlichen Schleswig-Holstein gehörende Ortschaft. Sie liegt direkt südlich von Rieseby auf der Halbinsel Schwansen in der Region Südschleswig. Historisch gehört der Ort zum Kirchspiel Rieseby in der Riesebyharde (bzw. Schwansener Güterdistrikt) im bis 1864 dänischen Herzogtum Schleswig. Der Ortsname findet erstmals 1543 schriftliche Erwähnung. 1649 ist die Form Bastorp dokumtiert. Der Namensbestandteil Bast- kommt aus dem Dänischen (altnordisch ebenfalls bast) und verweist auf Kratt an tiefliegenden Stellen. Das Präfix Bast- findet sich in vielen Ortsnamen im dänischen Sprachraum und beschreibt eine Gruppe von Bäumen (oder Büschen, Kratt). Es gibt z. B. auch ein Bastrup bei Vamdrup in Nordschleswig.
Das Umfeld ist landwirtschaftlich geprägt.